# 吳瓌
吳瓌（1437年—？），字仲偉，福建漳州府漳浦縣郭浦人，明朝政治人物。成化己丑進士。

## 生平
成化元年（1465年）乙酉科福建鄉試舉人，成化五年（1469年），登進士。官至云南布政使。

## 家族
曾祖吳賜福，祖吳沛然，父吳本彛，母龔氏。兄吳遜森，禮部郎中；吳原，兵科給事中；旺。弟吳震，舉人。